# 1943: 미드웨이 해전
《1943: 미드웨이 해전》(일본어: 1943 ミッドウェイ海戦, 1943: The Battle of Midway)은 1987년 6월에 캡콤에서 발매된 아케이드 게임이다. 장르는 세로 스크롤 슈팅 게임이다.

## 작품 개요
캡콤의 《19XX》 시리즈 제2편이다. 태평양전쟁의 미드웨이 해전을 무대로 하며, 미군의 육군 전투기 P-38 라이트닝을 조작해 일본 해군에 싸움을 건다는 스토리의 작품이다. 전작 〈1942〉에서 이어진 공중 회전이나 사이드 파이터에 더해 2인 동시 플레이, 에너지제, 시한제의 다채로운 무장, 긴급 회피 시스템 '메가 크래쉬' 등 새로운 시스템들이 많이 추가되었다.
1988년 6월에는 마이너 체인지 버전 〈1943改〉(-카이)가 출시되었다.
또 본작의 특징은 적 보스 캐릭터 이름에 실존했던 일본 해군의 군함의 이름이 사용되었다는 점이다. 다음은 그 이름을 열거한 것이다(실제로 미드웨이 해전에 참가하지 않았던 함정도 포함되어 있다).
- 스테이지1: 利根 (중순양함 토네)
- 스테이지2: 加賀 (항공모함 카가)
- 스테이지3: 亜也虎I(초대형 폭격기 렌산(連山))
- 스테이지4: 扶桑 (전함 후소)
- 스테이지5: 赤城 (항공모함 아카기)
- 스테이지6: 大飛龍(대형 폭격기 편대 다이히류, 4식 중폭격기 히류)
- 스테이지7: 伊勢 (항공전함 이세)
- 스테이지8: 飛龍 (항공모함 히류)
- 스테이지9: 亜也虎II(초대형 폭격기), 오리지널
- 스테이지10: 陸奥 (전함 무쓰)
- 스테이지11: 大飛龍 (대형 폭격기 편대 다이히류4식 중폭격기 히류)
- 스테이지12: 山城 (전함 야마시로)
- 스테이지13: 蒼龍 (항공모함 소류)
- 스테이지14: 亜也虎III (초대형 폭격기 후가쿠(富嶽))
- 스테이지15: 長門 (전함 나가토)
- 스테이지16: 大和 (전함 야마토)

## 게임 내용

### 시스템
- 8 방향 레버(이동)와 2개의 버튼(공격, 메가 크래쉬)으로 자신의 비행기를 조작한다. 총 16단계가 한 바퀴로 종료되며, 두 명이 동시 플레이 가능하다.
- 아이템을 얻으면 6 종류의 샷을 나눠 사용하여 게임을 진행시킨다. 특수 샷에는 사용 시간 제한이 있다.
- 메가 크래쉬는 에너지를 소비해 화면 전체의 적탄을 소멸·적을 공격하는 특수 공격이다. 메가 크래쉬의 내용에는 3 종류의 패턴이 있으며, 사용했을 때의 적탄과의 거리 및 스테이지의 종류에 의해서 변화한다.
- 양 버튼을 동시에 누르면 공중 회전을 하며 일정 시간 무적이 된다. 회수 제한이 있다.
- 본작은 잔기(残機)제가 아니고, 에너지제를 채용하고 있다. 에너지는, 시간 경과, 적기나 적탄과의 충돌, 메가 크래쉬의 사용에 의해서 감소하며 적의 공격을 받아 에너지가 0 미만이 되면 게임 오버가 된다(시간 경과나 메가 크래쉬의 사용으로 에너지가 0이 되어도 게임 오버는 안 된다).
- 에너지는 게임 시작 시 64이다. 각 스테이지 시작 전에 보급되며 스테이지 안에서는 아이템에 의해서 보급된다. 두 명 동시 플레이 시에는 또 한 사람의 플레이어기와 겹치는 것으로 에너지를 서로 나눌 수도 있다. 또, 3 스테이지 클리어 마다 최대 에너지가 8 증가한다.
- 적탄을 받으면, 자기 비행기는 순간 조작 불능이 된다. 적기와의 접촉했을 때의 대미지는 적탄보다 현격히 크고, 대형기가 되면 1회 충돌한 것만으로 게임 오버가 되기도 한다.
- 게임 오버가 되어도 추가 크레딧으로 계속 진행 가능하지만, 최종 면에 한해서는 불가능하다.
- 스테이지는 공중전의 전반부와 보스전의 후반부로 구성되어 있다. 공중전을 끝내면 목표 발견 메시지가 표시되어 해상에서의 적 함대와의 전투에 돌입한다. 마지막에 기함(보스)을 격파(파괴율 70% 이상을 달성)하면 스테이지 클리어가 된다. 파괴율이 미치지 않고 격파에 실패했을 경우는 작전 실패가 되며, 보스전을 처음부터 다시 하게 된다.
- 아야코 및 다이히류 이외의 스테이지에서는 두 차례 작전을 실패하면 그대로 자동적으로 다음의 스테이지로 진행되었지만, 최종 스테이지인 야마토는 작전을 성공할 때까지 몇 번이고 다시 하게 된다.
- 보스가 아야코, 다이히류라는 항공기의 경우에는 메시지 함대전 없이 즉석에서 보스전으로 이행한다. 아야코만 격추하는 시간이 길어질수록 파괴율이 낮아진다.

### 통상 아이템
특정 적 편대를 쓰러뜨리면 출현한다. 샷를 발사하면 종류가 차례차례로 변화한다. 무기 아이템을 1개 얻을 때마다 20초 사용 시간이 가산되어 최대 64초까지 사용시간이 늘어난다.
POW
에너지가 8 눈금 회복한다.
샷건(SHOTGUN)
5발의 탄환을 자기 비행기 전방에 부채꼴로 발사한다. 적탄을 상쇄할 수 있지만, 발사한 총알이 화면 내에서 모두 사라질 때까지 다음의 총알을 쏠 수 없으며 발사 속도도 느리고 사정 거리도 짧다. 계속해서 하나 더 얻으면 사정 거리와 총알의 크기, 연사 능력이 증가하지만, 위력은 변하지 않는다. 사이드 파이터 장비 시에는 발사 수가 7발이 된다.
3-웨이(3-WAY)
자기 비행기 전방과 대각선 좌우 2 방향, 합계 3 방향으로 동시에 탄환을 발사한다. 광범위하게 적기를 소탕할 수 있으며, 접근하여 여러 개의 탄환을 동시에 맞혀 대형기에도 큰 대미지가 줄 수 있는 등, 범용성이 가장 높아 공중전에서 가장 유용하게 쓰인다. 유일하게 사이드 파이터 장비 시에도 파워 업은 되지 않는다.
머신건(AUTO)
전방으로 속도가 빠른 탄환을 쏘기 시작한다. 1회에 대해 8 연사하며, 버튼 누르고 있기만 하면 일정 시간 연사가 반복된다. 사이드 파이터 장비 시에는 2발 동시에 발사된다.
슈퍼 쉘(SHELL)
전방으로 위력이 높은 미사일을 발사한다. 버튼 누르고 있기만 하면 일정 시간 연사되며, 적을 관통한다. 탄속이 약간 늦고, 명중 판정도 작다. 사이드 파이터 장비 시에는 2발 동시에 발사된다.
통상 아이템은 샷을 발사함에 따라 위의 순서로 변화하지만, 3바퀴를 돌게 하면 에너지 탱크가 된다. 처음부터 특정 무기 아이템이 출현하는 경우도 있다.

### 특수 아이템
특정의 적을 쓰러뜨린다, 혹은 특정의 지점을 쐈을 때 출현한다.
사이드 파이터
자기 비행기의 좌우에 소형 전투기가 따라붙으며 샷이 강화된다. 사이드 파이터는 대미지를 받으면 붉은 색으로 깜빡이며, 계속 받으면 파괴된다. 이미 사이드 파이터를 장비하고 있는 경우에는 사이드 파이터의 대미지를 회복하는 것이 가능하다.
에너지 탱크
에너지를 24 눈금 회복시킨다.
야시치(弥七)
바람개비 형태를 한 마스코트. 에너지를 전부 회복시켜준다.
사키치(佐吉)
별의 형태를 한 마스코트. 무기의 사용 제한 시간이 최대까지 회복된다.
레이저(LASER)
자기 전방으로 적을 관통하는 레이저를 발사한다. 마네키 네코의 마스코트를 얻으면 사용 가능하다. 파괴력은 절대적이며, 보스 이외의 모든 적을 일격에 파괴하고, 보스마저도 몇 발로 쓰러뜨려 버릴 수 있다. 다만, 사이드 파이터를 장착해도, 그 이상 강화되지 않는 데다가, 다음 스테이지로 넘기는 것도 불가능하다.
이 외에도 죽순이나 딸기 등, 여러 가지 득점 아이템이 등장한다. 득점 아이템 안에는 특정의 지점을 통과해야 출현하는 것도 있다.

### 그 외
- 각 스테이지 시작 시, 적기함명이 표시되며 항공 모함이 화면 아래로 내려가는 순간에 특정의 커맨드를 넣으면, 특정의 무기를 장비한 상태로 스테이지가 시작된다. 커맨드는 각 스테이지마다 다르며, 1플레이어 측과 2플레이어 측에서도 다르다. 레이저를 장비했을 경우, 무기의 제한 시간이 없어지며 다른 무기로 변경하지 않는 한 레이저를 계속 사용할 수 있다.
- 기함의 파괴율 100%를 달성하면, 함교가 폭발해 파편이 4개 흩날린다. 이 파편을 파괴하면, 1개에 대해 1만 점을 얻을 수 있다(자기가 이 파편에 맞으면 큰 대미지를 받는다). 게다가 함교 폭발 시에 플레이어 캐릭터가 도망가게 되는데, 이를 공격하면 10만 점을 얻을 수 있다.
- 기함의 함교가 폭발해 파편이 4개 흩날리는 순간 뒤에, 게다가 4개의 파편을 만들어내는 점수벌이 기술이 있다.

## 이식
패밀리 컴퓨터판
1988년 발매. 전 24 스테이지. 아케이드 판으로 완전 이식된 것이 아니며, '패스워드 입력으로 중간에 시작이 가능', '모아 쏘기로 레이저가 발사 가능, '자기의 성능을 자유롭게 커스터마이즈할 수 있'는 등, 오리지널의 요소가 많이 들어간 어레인지 이식이 되었다.
적기함의 이름은 '동탁', '여포' 같은 삼국지 등장 무장의 이름으로 변경되었다. 등장하는 기체도 적·아군 모두 국적을 알기 어려운 디자인으로 변경되었으며 미드웨이 해전이라는 부제도 삭제되었다.
또, 황혼이나 밤의 스테이지가 있으며 무기의 밸런스 재검토나 레이저의 표준 무기화 등, 일부 1943 카이와 상통하는 요소가 있다.
플레이스테이션판, 세가 새턴판
1998년, "1942" "1943카이"와 함께 "캡콤 제너레이션 제1집~격추왕의 시대~"에 수록되었다.
플레이스테이션2판, 플레이스테이션 포터블판
2006년, "1942" "1943카이"외 19개의 게임과 함께 "캡콤 클래식 콜렉션"에 수록되었다.
휴대 전화판
2002년, "i어플리"에 이식되었다. 전 6 스테이지 구성으로 토네, 다이히류, 카가, 후소, 아야코, 다이와 등 주요 특징이 있는 스테이지가 선택되었다. 또한 적의 공격에 맞지 않는 한은 에너지가 줄어 들지 않게 되었다.

## 같이 보기
- 1941: 카운터어택
- 1942
- 1943카이